# 김성 (1959년)
김성(金星, 1959년 9월 23일~)은 대한민국의 정치인이다. 제44·46대 전라남도 장흥군수이다. 본관은 영광이다.

## 학력
- 관산초등학교 졸업
- 장흥관산중학교 졸업
- 금호고등학교 졸업
- 건국대학교 무역학 학사
- 건국대학교 행정대학원 행정학 석사
- 조선대학교 대학원 행정학 박사

## 경력
- 1998. 7.~2006. 3. 제6·7대 전라남도의회 의원(민선,재선)
- 민주당 장흥군 위원장
- 조선대학교 행정복지학부 비전임교수
- 2014. 7.~2018. 6. 제44대 민선 6기 전라남도 장흥군수(초선, 무소속→더불어민주당)
- 2022. 7.~ 제46대 민선 8기 전라남도 장흥군수
- 2024. 7.~ 전남시장군수협의회장
- 2024. 7.~2024. 12. 대한민국 시장·군수·구청장 협의회 공동회장
- 2024. 12.~ 대한민국 시장·군수·구청장 협의회 감사

## 전과
- 폭력행위등처벌에관한법률위반: 징역 1년, 집행유예 2년 - 1980년 9월 9일 선고[1]

## 가족
- 배우자: 유용복
- 자녀: 2

## 역대 선거 결과
|  | 27.63% |

|  | 60.15% |

|  | 73.13% |

|  | 35.09% |

|  | 40.72% |

|  | 35.64% |

|  | 34.43% |

|  | 45.15% |